# Борис Франц Якович
Франц Якович Бóрис(* 16 липня 1896, м. Станіслав — †28 лютого 1943, с. Потуржин Холмщина) — сотник Армії УНР.

## Життєпис

В часі навчання в гімназії

Народився у Станіславі. У складі австро-угорської армії брав участь у  Першій світовій війні, потрапив до російського полону. Останнє звання в австро-угорській армії — фендрих.
У січні 1918 р. вступив до Галицько-Буковинського куреня Січових стрільців. З 1 березня 1918 р. — командир кінної розвідки 4-го (1-го) полку Січових стрільців. 30 квітня 1918 р., після розформування полку німцями, залишився у Києві.
Наприкінці вересня 1918 р., отримавши дозвіл гетьмана П. Скоропадського на формування Окремого пішого загону Січових стрільців у Білій Церкві, повернувся до загону, сформував та очолив кінну розвідку.
З середини грудня 1918 р. — командир кінного дивізіону Січових стрільців 1-ї Січової дивізії військ Директорії. У середині липня 1919 р. дивізіон було розгорнуто у кінний полк Січових стрільців Дієвої армії УНР.
У жовтні 1919 р. захворів на тиф та здав посаду командира полку своєму помічникові — сотникові Сергію Байлу. З другої половин 1920 р. до жовтня 1920 р. — в. о. командира 4-го кінного полку  4-ї Київської дивізії Армії УНР. Згодом — старшина для доручень штабу 6-ї Січової стрілецької дивізії Армії УНР.
З 1921 р. жив на Волині (потім — Польща).
28 лютого 1943 року, застрелений разом з двома іншими мешканцями села Антоном Абрамчуком та Пилипом Підгайним, бойовиками Армії Крайової у селі Потуржин на Холмщині, в якому Борис був війтом.
Похований 3 березня 1943 р. на цвинтарі в Потуржині.

## Вшанування пам'яті
19 травня 2015 року йому було присвоєно звання Почесний громадянин міста Івано-Франківська.